# Johannes Hofstetter-Oertli
Johannes Hofstetter-Oertli (* 17. April 1670 in Teufen; † 28. Juni 1760 in Bühler; heimatberechtigt in Teufen) war ein Schweizer Gemeindepräsident und Mitglied des Kleinen Rats aus dem Kanton Appenzell Ausserrhoden.

## Leben
Johannes Hofstetter-Oertli war ein Sohn des Jakob und der Anna Sonderegger. Im Jahre 1694 heiratete er Anna Oertli, Tochter des Christen Oertli, Wirt.
Johannes Hofstetter-Oertli arbeitete als Ratsherr in Teufen. Von 1723 bis 1732 sowie von 1740 bis 1747 hatte er das Amt des Gemeindehauptmanns von Bühler inne. Er gewann die Wahl zum Landesbeamten als Anhänger der «Harten» während des Landhandels. Von 1732 bis 1733 und ab 1747 bis 1756 amtierte er als Ausserrhoder Landesfähnrich. Von 1733 bis 1735 war er Landeshauptmann. Ab 1735 bis 1738 hatte er das Amt des Landesseckelmeisters inne.
Johannes Hofstetter-Oertli war 1723 massgeblich an der Loslösung der Kirchgemeinde Bühler von Teufen beteiligt. Er übernahm 1723 die Hälfte der Kirchenbaukosten in Bühler und stiftete das Grundstück.